# ペルーの競馬
ペルーの競馬（ペルーのけいば）では、ペルーにおける競馬について記述する。

## 概要
ペルーでは、20世紀半ばに発足したペルージョッキークラブが全国を統括する中央組織として競馬を運営している。過去に何度も変更されているが、2006年現在では7月に馬齢を加算する。芝コースもあるがダートがメインで、3歳馬のダービーナシオナル (ペルー)、3歳以上のペルー・ジョッキークラブ賞が代表的な競走である。

## 歴史

### 起源
スペイン人が最初に南米にウマを持ち込んだが、ウマは原住民にとって恐れの対象だった。1500年頃からスペイン人はカリブ海のイスパニョーラ島に王室牧場を設け、スペイン産馬（主にアンダルシア種）の生産を行った。ここで生産されたウマはさらに中南米に広がった。
16世紀前半にフランシスコ・ピサロがペルーの祖であるインカ帝国を侵略するにあたって、ピサロはパナマ産とニカラグア産のアンダルシア種を引き連れて行った。アンダルシア種を連れたスペイン人は、南米大陸の太平洋側を征服しながら、ペルー、チリと南下し、さらにはアルゼンチンやパラグアイへ侵入した。
一方、ポルトガル人は広大なブラジルを征服しながら徐々に勢力圏を拡大し、やがてラプラタ地方（現在のアルゼンチン、ウルグアイ、パラグアイ）で、ルシタニア種を連れたポルトガル勢力と、アンダルシア種を連れたスペイン勢力が隣接するようになった。
その結果、アンダルシア種とルシタニア種の交雑によって生まれたのウマがクリオロ種である。

### 競馬の興り
ペルーでは、白人入植者がクリオロ種で競馬を行った。近代競馬の起源は19世紀半ばで、イギリス人の船長が港町カヤオでイギリス風の競馬を行ったのが最古とされている。その数年後には国内初となるメイグズ競馬場が造営され、アルゼンチンやチリからサラブレッドが入ってくるようになった。
ペルーとチリの戦争が終わると、退役後アメリカで保険業を学んだアウグスト・レギーアは、1895年に首都リマでリマ・ジョッキークラブを組織した。1903年にはクラブはサンタ・ベアトリーズ競馬場を新設し、ペルーダービー（ダービーナシオナル Clasico Derby Nacional）を創設して血統書や成績書の整備も行った。
ジョッキークラブの創設者で初代会長のアウグスト・レギーアは、1908年にペルーの大統領に選出された。現在も行われているペルー競馬の大レースの一つ、ナシオナル大賞アウグストB.レギーア（Clasico Gran Premio Nacional Augusto B Leguia、G1）は彼を記念したものである。それ以来、20年に渡るレギーア大統領の長期政権のもとで、ペルーの競馬は順調に発展した。

### 近年の動向
世界恐慌が起きると、ペルーの内政も不安定になり、クーデターによってレギーア大統領が失脚した。軍事政権は競馬界から従来の勢力を追放し、競馬界は痛手を被ったが、まもなく軍事政権は選挙によって倒された。
1938年に首都リマのベアトリーズ競馬場にかわり、サンフェリペ競馬場が新設された。その後、ジョッキークラブ内の対立があり、政府の介入によってジョッキークラブは解散し、ペルージョッキークラブが改めて作られた。ペルージョッキークラブは中央競馬として全国を統括している。
1952年に国際競走の大統領グランプリが創設。1961年にリマに新設されたモンテリーコ競馬場（Hipódromo de Monterrico）には1980年代に芝コースも整備され、現在のリマの代表的な競馬場となっている。
2000年に入ってからジョッキークラブの財政難により競馬開催は縮小を余儀なくされた。

## 主要競走
- ダービーナシオナル（Clasico Derby Nacional） - G1。3歳。ダート2400メートル。
- ペルー・ジョッキークラブ大賞（Clasico Jockey Club del Peru） - G1。3歳以上。ダート2400メートル。
- パンプローナ大賞（Clasico Pamplona） - G1。3歳以上牝。芝2000メートル。ペルーの名牝パンプローナを記念した競走。

### その他の主な競走
「主な競走」は『海外競馬完全読本』p268に基づいた。
- ポリャデポトランカス（Clasico Polla de Potrancas）- G1。3歳牝。ダート1600メートル。
- エンリケアユーロパルド大賞（Clasico Enrique Ayulo Pardo） - G1。3歳牝。ダート2000メートル。
- ポリャデポトリリョス（Clasico Polla de Potrillos） - G1。3歳牡。ダート1600メートル。
- リカルドオルティスデゼバリョース大賞（Clasico Ricardo Ortiz de Zevallos）-G1。3歳牡。ダート2000メートル。
- ナシオナル大賞アウグストB.レギーア（Clasico Gran Premio Nacional-Augusto B.Leguia） - G1。3歳。芝2800メートル。チリ競馬会創設者で大統領のアウグスト・レギーアを記念したもの。
- ラテンアメリカ大賞(Gran Premio Latinoamericano） - G1。チリ、ブラジル、ウルグアイ、アルゼンチンとの持ち回り。

## 現在のペルーの主な平地競走のレース日程（G1競走のみ）
- 8月- （第5週）ポリャデポトランカス[4]
- 9月- （第1週）ポリャデポトリリョス[5]（第4週）エンリケアユーロパルド大賞[6]
- 10月- （第1週）リカルドオルティスデゼバリョース大賞[7]
- 11月- （第1週）ダービーナシオナル[8]
- 12月- （第2週）ナシオナル大賞アウグストB.レギーア[9]
- 6月- （第4週）ペルー・ジョッキークラブ大賞[10]、パンプローナ大賞[11]

## 著名な競走馬
- リオパリャンガ（Rio Pallangra） - 1952年生まれ。無敗で三冠を制したほか、国内で重賞を10勝した。しかしレース中の故障で安楽死となった。ペルー史上最良の競走馬と考えられている[12][13]。
- パンプローナ（Pamplona） - ペルー史上唯一の四冠牝馬。カルロスペレグリーニ大賞にも出走し、3着になった。引退後はアメリカで繁殖牝馬となり、産駒のパンパードミス（Pampered Miss）はフランス1000ギニーに勝ち、同じく産駒のエンペリーはイギリスダービーに勝った。エンペリーはのちに種牡馬として日本に輸入された[12][13]。
- サントリン（Santorín） - 1970年代の名馬。ポリャデポトリリョス、リカルドオルティスデゼバリョース大賞、ダービーナシオナル、ナシオナル大賞アウグストB.レギーアの四冠を制した。さらにアルゼンチンのカルロスペレグリーニ大賞に遠征し、ペルー馬として史上初となる優勝を果たした[13][14]。

## 主な競馬場
- モンテリーコ競馬場（Hipódromo de Monterrico） - 首都リマの競馬場。1961年新設。芝とダートの両方のコースを備える。
- アレキパ競馬場（Hipódromo Arequipa） - 国内第2の都市アレキパにあった競馬場。2013年現在、休止している。
- チクラーヨ競馬場（Hipódromo Chiclayo） - チクラーヨにあった競馬場。洪水被害で休止中（2006年現在）。
- サンフェリペ競馬場 - 1961年にモンテリーコ競馬場が新設されるまでの中心的な競馬場。
- サンタ・ベアトリーズ競馬場 - 1903年に新設された競馬場。